# سرعت‌سنجی
سرعت سنجی دوپلری لیزری یک روش قدرتمند  برای اندازه‌گیری  دقیق سرعت سیالی در سیالاتی نظیر گازها و مایعات است. ازاین روش همچنین می‌توان برای بررسی و اندازه‌گیری قطر ذرات سیال استفاده کرد.
از ویژگی‌های اساسی این روش می‌توان به عدم فروبردن ابزار آلات اندازه‌گیری به درون سیال و همچنین دقت بالای آن اشاره کرد.  لیزر مورد استفاده  در این روش از سرعت سنجی ,لیزرهای هلیوم-نئون و لیزر آرگون می‌باشد که هر دو از پایداری و کیفیت مطلوبی برخوردار هستند.
در سرعت سنجی داپلری لیزری از یک جفت باریکهٔ لیزری که به وسیله جداکنندهٔ پرتو (beam Splittre) از پرتو مرجعی جدا شده‌اند استفاده می‌شود بطوری‌که این دو پرتو تحت زاویهٔ معین و معلومی به درون محیط یا همان سیال مورد نظر تابانده می‌شوند و در این ناحیه نوارهای تداخلی خطی را تشکیل می‌دهند که محل تشکیل این نوارها همان ناحیه  یا حجم اندازه‌گیری است. می‌توان نشان داد که فاصله این نوارهای تداخلی به طول موج دو پرتو و زاویهٔ بین آندو بستگی دارد و لذا به راحتی قابل تطبیق با نوع سیال مورد آزمایش می‌باشد.
ذره‌ای که از ناحیه یا حجم اندازه‌گیری عبور می‌کند با عبور از مقابل نوارهای روشن و تاریک ( فریزهای تداخلی) باعث تغییر در مقدار روشنایی و شدت نوری که به آشکار ساز نوری میرسد می‌شوند و در واقع سیگنالی را ایجاد می‌کنند که فرکانس آن به سرعت ذرات و فاصلهٔ نوارهای تداخلی بستگی دارد.
پس می‌توان با بررسی رابطهٔ فرکانس نور رسیده به آشکار ساز و فاصلهٔ نوارهای تداخلی با سرعت ذرات ، مقدار و جهت این سرعت‌ها را بدست آورد. در  شکل زیر میتوانید نمایی کلی از چیدمان دستگاه سرعت سنجی دوپلری را ببینیم(1):

## تاریخچه(2)
سرعت سنجی به روش دوپلری لیزری برای اولین بار در سال 1964 توسط دو نفر به نام‌های یه و گومینز ارائه و به کار گرفته شد. مدت کمی بعد از انتشار اولین مقاله ، مقالات متعددی در این زمینه منتشر گردید که چیدمانها و الگوهای متعددی را برای این روش معرفی و پیشنهاد میکردند. با بررسی دقیق تاریخچه پیشرفت LDV درمیابیم که توسعه و ترقی این روش را می‌توان به 4 دورهٔ عمده تقسیم کرد:
اولین دوره که به دورهٔ MUSHROOMING  یا پیشرفت سریع معروف است در حدود سال 1970 به پایان رسبد که در این دوره شاهد پیشرفت زیادی در تولید مقالات و روش‌های به کارگیری آن‌ها هستیم.
دورهٔ دوم که به دورهٔ RATIONALISATION با انطباق با اصول عقلانی معروف است در حدود سال 1973 به پایان رسید و به توجیه و توضیح این روش پرداخت. آقای اف-دارست (F-DURST) یکی از شخصیت‌های بارز این دوره هستند که زحمات زیادی برای پیشرفت این روش کشیدند و جامعه علمی مدیون زحمات ایشان می‌باشد.
سومین دوره که در سال 1972 شروع شد دوره‌ای است که این روش برای به‌کارگیری در صنعت و ورود به بازار تجارت آماده میشد.
امروز ما در دوره چهارم قرار داریم که این دوره از سال 1976 شروع شد و همچنان ادامه دارد. امروزه برای به‌کارگیری سیستم‌های سرعت سنجی دوپلری لیزری نیاز به تخصص ویژه‌ای در این زمینه نمی‌باشد و به‌کارگیری آن به راحتی و سهولت انجام پذیر است.
این 45 سال پیشرفت را می‌توان با تکیه بر رویدادها و رخدادهای بنیادینی در این زمینه توصیف کرد. مطمئناً این پایان راه روش سرعت سنجی دوپلری لیزری نخواهد بود.

## تئوری(3)
حال به بررسی نحوه تداخل دو باریکه و روابط بین فاصلهٔ فریزها و طول موج نور لیزر و زاویهٔ بین دو پرتو میپردازیم:
در ابتدا به روابط  فاصله‌های نوارهای تداخلی نگاهی می‌کنیم:
همانطور که میبینید دو پرتو لیزری در ناحیهٔ مورد آزمایش با یکدیگر تداخل کرده و در نتیجه نوارهای تداخلی به صورت زیر تشکیل می‌شود.
مثلث برجسته شده در شکل بالا را در نظر بگیرید ، می‌توان نشان که این مثلث یک مثلث متساوی‌الساقین است:

## اثبات هندسی
حال با استفاده از اصول هندسه میتوانیم ثابت کنیم که سه مثلث نشان داده شده در زیر با یکدیگر متشابهند، یعنی:
از آنجا که لیزر مورد استفاده دارای طول موج معین λ می‌باشد ، برای یافتن رابطهٔ بین λ ، .θ و δ از قاعده مثلث ABC  کمک میگیریم:

farme

حال که رابطهٔ بین فاصلهٔ فریزهای تداخلی ، طول موج لیزر و زاویه تداخل دو باریکه مشخص شد به بررسی اساس کار سرعت سنجی دوپلری لیزری به روش تداخل دو باریکه میپردازیم.
اساس کار سرعت سنجی با لیزر در این روش بر این اصل استوار است که باید چیدمان دستگاه طوری باشد که دو باریکهٔ لیزری در محل اندازه‌گیری سرعت سیال با هم تداخل کند ، به‌طوری‌که نوارهای تداخلی در کانال شارشی تشکیل شوند. ذراتی که از میان نوارهای تداخلی عبور می‌کند باعث پراکنده شدن نور در تمام جهات شده که این نور توسط یک آشکار ساز ساکن آشکارسازی می‌شود. فرکانس چشمک زن نور پراکنده شده به فاصلهٔ نوارهای تداخلی و سرعت ذرات که عمود بر نوارهای تداخلی اند بستگی دارد.
برای بررسی این موضوع و یافتن رابطهٔ بین تغییر فرکانس و سرعت ذرات از رابطهٔ دوپلر کمک میگیریم:

{\displaystyle v'=v({\frac {c-v}{c}})}

که در این رابطه:
ν´: فرکانس نور پراکنده شده
ν  : فرکانس نور تابیده شده
C  : سرعت نور
V  : سرعت ذزات سیال
همانطور که قبلاً گفته شد ما از دو باریکه همسان و هم طول موج استفاده می‌کنیم بنابراین طیق شکل زیر دو باریکه 1 و 2 در ابتدا دارای طول موج یکسان λ  می‌باشند . سرعت سیال را در جهت مشخص شده در نظر میگیریم(4):
در رابطه فوق vn مؤلفه‌ای از  سرعت ذرات است که عمود بر نوارهای تداخلی می‌باشد و v2n در واقع مؤلفه‌ای از vn می‌باشد که عمودد بر جبههٔ موج یاموازی با بردار موج می‌باشد. این مؤلفه از سرعت است که باعث تغییر دوپلری فرکانس باریکه 1 میگردد حال آنکه v1n مؤلفهٔ موازی با جبههٔ این موج هیچ تأثیری در تغییر فرکانس این باریکه ندارد . بنابراین برای باریکهٔ 1 طبق روابط دوپلری زیر داریم:
{\displaystyle {\frac {v_{1}'}{v}}=1-{\frac {v_{n}\sin \beta }{c}}\Rightarrow {\frac {v-v_{1}'}{v}}={\frac {v_{n}\sin \beta }{c}}\Rightarrow {\frac {\Delta v_{1}}{v}}={\frac {v_{n}\sin \beta }{c}}}
{\displaystyle \Rightarrow \Delta v_{1}={\frac {V_{n}\sin \beta }{\lambda }}}
{\displaystyle \Delta V_{2}={\frac {V_{n}\sin \beta }{\lambda }}}
{\displaystyle \Delta v=f=\Delta v_{1}+\Delta v_{2}={\frac {2V_{n}\sin \beta }{\lambda }}}
با توجه به رابطهٔ δ=λ/2sinβ و مقایسهٔ آن با رابطهٔ فوق در میابیم:

{\displaystyle F_{D}={\frac {V_{n}}{\delta }}}

که این رابطه نشان دهندهٔ زمان عبور ذرات با سرعت vn از فاصلهٔ بین دو نوار تداخلی  می‌باشد.
بنابر این ثابت شد که فرکانس دوپلری نور پراکنده شده ؛ به مؤلفه عمود بر نوارهای تداخلی سرعت ذرات و فاصلهٔ نوارهای تداخلی بستگی دارد. پس با استفاده ار این رابطه می‌توان مؤلفه‌ای از سرعت را محاسبه نمود که بر نوارهای تداخلی عمودند:
Vn=δ.FD
البته لازم به تذکر است  از آنجایی که دو باریکه از محیط هوا وارد محیط سیالی شده مقداری شکسته شده و بنابراین زاویهٔ بین دو پرتو در داخل سیال با زاویهٔ بین آن‌ها در خارج از سیال تفاوت دارد که این تفاوت باید در رابطه وارد شود.
طبق رابطهٔ اسنل – دکارت داریم:
{\displaystyle n_{1}\sin \theta _{1}=n_{2}\sin \theta _{2}}
{\displaystyle \Rightarrow n_{1}=1\Rightarrow \sin \theta _{2}={\frac {\sin \theta _{1}}{n_{1}}}}
{\displaystyle V_{n}={\frac {F_{D}n_{2}\lambda }{2\sin({\frac {\theta }{2}})}}}
همچنین باید توجه داشته باشیم که سرعت اندازه‌گیری شده در واقع مؤلفه‌ای از سرعت ذرات می‌باشد که بر نوارهای تداخلی عمود می‌باشند نه سرعت واقعی ذرات.
برای محاسبهٔ سرعت واقعی ذرات ایدهٔ استفاده از سه جفت پرتو ، که سه گروه از نوارهای تداخلی دو بدو عمود بر هم را به وجود می‌آورند ، ایدهٔ مناسب و کار آمدی به نظر میرسد به‌طوری‌که سه دسته از نوارهای تداخلی در واقع سه بردار پایهٔ فضای دکارتی را تولید می‌کنند که با استفاده از روابط فوق می‌توان مؤلفه‌های سرعت را در این سه جهت به دست آورد و در نهایت سرعت واقغی ذرات را محاسبه نمود.
نتیجه گیری‌هایی که از انجام آزمایش‌های گونانی با ذراتی با قطر متفاوت انجام شده‌است اطلاعات مناسبی را در مورد طول موج و زاویهٔ تابش دو پرتو برای بدست آوردن نتیجه دقیق تر به ما می‌دهد. این نتایج گویای این است که برای داشتن نتایج دقیق تر باید طول موج نور لیزر و زاویهٔ بین دو پرتو را به گونه‌ای انتخاب کرد که فریزهایی تداخلی با قطر در حدود قطر ذرات سیال مورد آزمایش تولید کند.